# Japanese Breakfast
Japanese Breakfast ist ein Musikprojekt der koreanisch-US-amerikanischen Musikerin Michelle Zauner (* 29. März 1989 in Seoul, Südkorea). 2021 veröffentlichte sie das autobiografische Buch Crying in H Mart und hatte international ihren musikalischen Durchbruch mit dem Album Jubilee.

## Biografie
Geboren wurde Michelle Zauner in der südkoreanischen Hauptstadt Seoul, wuchs aber seit frühester Kindheit in Eugene im US-Bundesstaat Oregon auf. In ihrer Jugend spielte sie in mehreren Indie-Rock-Bands. Im Jahr 2011 entstand ihre Band Little Big League, die einen Plattenvertrag erhielt und eine EP und zwei Alben veröffentlichte.
Als ihre Mutter 2013 an Krebs erkrankte, nahm sich Zauner eine Bandauszeit und schrieb eigene Songs. Diese nahm sie auf und brachte sie nach und nach parallel zu den Bandveröffentlichungen bei diversen kleinen Labels auf Kassette heraus. Nach dem Tod ihrer Mutter 2014 veröffentlichte sie bei Yellow K Records ihr erstes Album Psychopomp, auf dem sie sich ihren im familiären Kontext gemachten Erfahrungen auseinandersetzt.
Später wechselte sie zu Dead Oceans, wo das Album wiederveröffentlicht wurde und begann die Arbeit an einem zweiten Album. Soft Sounds from Another Planet entstand mit Unterstützung von Craig Hendrix als Produzent und Musiker und erschien im Juli 2017. Das Album bekam viele positive Kritiken und schaffte es in die Top 10 der Heatseekers Charts.
Zusammen mit Hendrix arbeitete sie anschließend am Album Jubilee, welches 2019 fertiggestellt wurde. Aufgrund der einsetzenden Corona-Pandemie wurde die Veröffentlichung im Jahr darauf aber zurückgestellt. Die erzwungene Pause nutzte Zauner, um ein autobiografisches Buch über ihre Erfahrungen mit ihrer Mutter und ihre koreanische Herkunft zu schreiben. Es trägt den Titel Crying in H Mart: A Memoir (H Mart ist eine koreanisch-amerikanische Supermarktkette) und erschien im April 2021. Es erreichte Platz 2 der New-York-Times-Bestsellerliste bei den Sachbüchern. 2022 erschien es in Deutschland im Ullstein Verlag unter dem Titel Tränen im Asia-Markt.
Zwei Monate später erschien Jubilee. Es war nicht nur in den USA erfolgreich, wo es in die Top 10 der Rock- und Alternative-Charts und auf Platz 56 der Albumcharts kam. Auch in Deutschland und England konnte es sich in den Charts platzieren. Bei den Grammy Awards 2022 erhielt sie zwei Nominierungen in den Kategorien Best Alternative Music Album und Best New Artist.

## Diskografie
Alben
- June (Cassette, 2013)
- Where Is My Great Big Feeling? (2014)
- American Sound (Cassette, 2014)
- Psychopomp (2016)
- Soft Sounds from Another Planet (2017)
- Jubilee (2021)
- Sable (Spielsoundtrack, 2021)
- For Melancholy Brunettes (& Sad Women) (2025)

Singles
- In Heaven (2016)
- The Woman That Loves You (2016)
- Everybody Wants to Love You (2016)
- Machinist (2017)
- Boyish (2017)
- Road Head (2017)
- Glider (2018)
- Dreams (2018)
- Essentially (2019)
- Head over Heels (2019)
- Be Sweet (2021)
- Posing in Bondage (2021)
- Savage Good Boy (2021)
- Paprika (2021)